# 布谢米
布谢米（義大利語：Buscemi），是意大利锡拉库萨省的一个市镇。总面积51平方公里，人口1131人，人口密度22.2人/平方公里（2009年）。ISTAT代码为089004。